# 洛姆朗日
洛姆朗日（法語：Lommerange，法語發音：[lɔmʁɑ̃ʒ]；洛林法兰克语：Lomréng；洛林语：Leumerange）是法国摩泽尔省的一个市镇，位于该省西北部，属于蒂永维尔区。

## 地理
洛姆朗日（49°19'53"N, 5°58'9"E）面积7.97 平方千米，位于法国大東部大區摩泽尔省，该省份为法国东北部内陆省份，是洛林的一部分，西南接默尔特-摩泽尔省，东临下莱茵省，北与卢森堡和德国接壤。
与洛姆朗日接壤的市镇（或旧市镇、城区）包括：阿夫里勒、桑西、特里约、丰图瓦、讷夫谢夫。

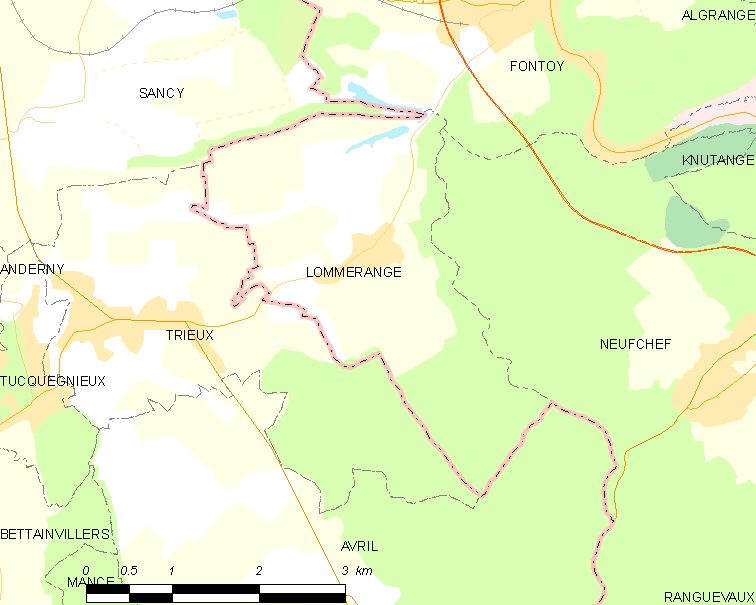
洛姆朗日的OSM定位图

洛姆朗日的时区为UTC+01:00、UTC+02:00（夏令时）。

## 行政
洛姆朗日的邮政编码为57650，INSEE市镇编码为57411。

## 政治
洛姆朗日所属的省级选区为阿尔格朗日县。

## 人口

1962-2008年间洛姆朗日人口变化图示

洛姆朗日于2022年1月1日时的人口数量为383人。